# Waasland-Beveren
Waasland-Beveren (celým názvem Koninklijke Voetbalclub Red Star Waasland-Sportkring Beveren) je belgický fotbalový klub z města Beveren. Byl založen roku 1936 jako Red Star. Domácím hřištěm je Freethielstadion s kapacitou 8 190 míst. Klubové barvy jsou žlutá a červená.

## Názvy
Zdroj:
- Red Star – od roku 1936
- KFC Red Star Haasdonk – od roku 1944
- KV Red Star Waasland – od roku 2002
- KV Red Star Waasland-SK Beveren – od roku 2010 po sloučení s KSK Beveren

## Známí hráči
- Bas Sibum
- Róbert Demjan
- René Sterckx